# Радостное (Одесская область)
Ра́достное (укр. Радісне) —  село в Ивановском районе Одесской области Украины.

## История
Посёлок начал застраиваться с 1965 года и в дальнейшем был газифицирован.
В 1971 году здесь был построен Червонознаменский сахарный завод.

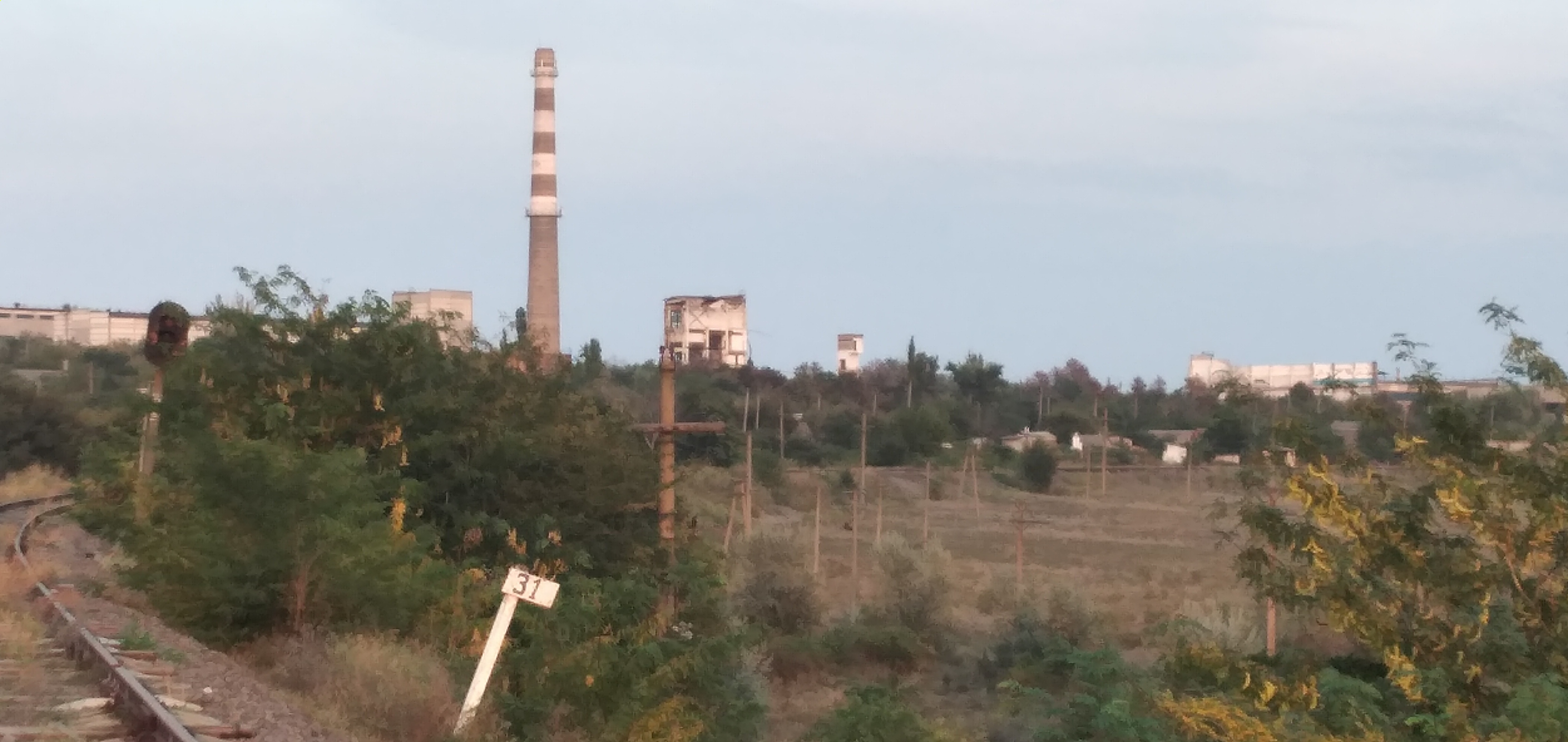
Руины Червонознаменского сахарного завода (октябрь, 2021)

В январе 1989 года численность населения составляла 2206 человек.
В 2010 году было возбуждено дело о банкротстве сахарного завода, в дальнейшем он прекратил функционирование.
На 1 января 2013 года численность населения составляла 1611 человек.
С 2018 года работает предприятие ТОВ "ТРАПЕЗА"
На 1 января 2020 года численность населения составляло 1541 человек.

## Современное состояние
Имеется общеобразовательная школа I-III ступеней, детский сад "Берёзка", поликлиника, памятник погибшим воинам во Второй Мировой Войне, фонтан, парк.